# Ackerbürgerhaus Altes Dorf 14 (Stendal)

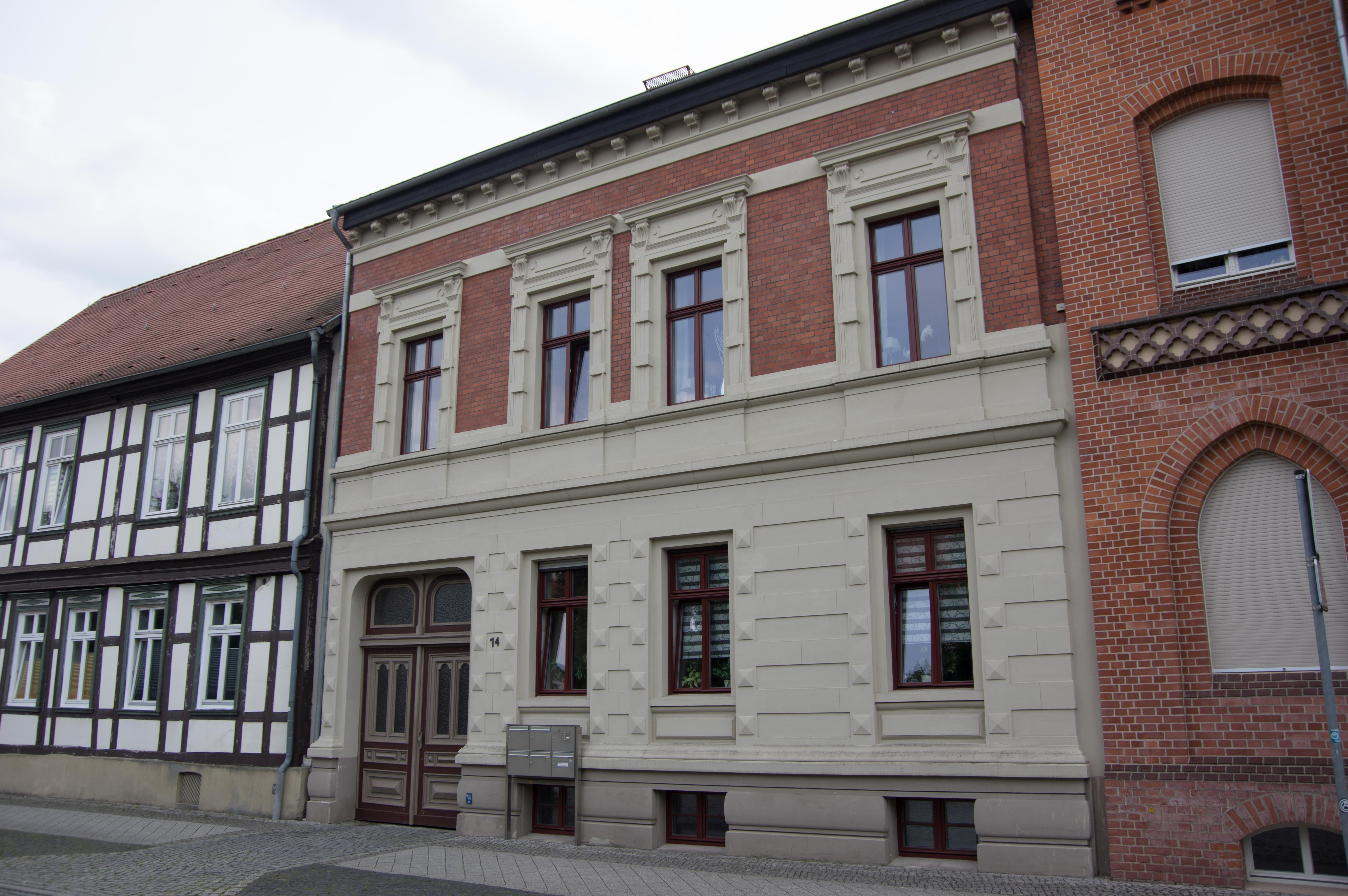
Ackerbürgerhaus Altes Dorf 14 in Stendal

Das Ackerbürgerhaus mit der Anschrift Altes Dorf 14 ist ein Wohngebäude in Stendal, das die agrarische Wirtschafts- und Lebensform der ehemaligen Stadtbewohner dokumentiert.
Das Haus wurde im 19. Jahrhundert aus Ziegelmauerwerk errichtet und besitzt eine Stuckfassade. Es steht an einem mittelalterlichen Bauensemble, das 1805 weitestgehend bis auf die Grundmauern abgetragen wurde. Erhalten sind von dem mittelalterlichen Bauensemble noch der große Teil einer Mauer mit einem Spitzbogenportal, ein Keller sowie zahlreiche Formsteine und Balken, die eine zweite Verwendung erfuhren. Diese Überreste sind baugeschichtlich nicht völlig geklärt.
Das Ackerbürgerhaus steht auf der Liste der Kulturdenkmale in Stendal mit der Erfassungsnummer 094 75243 als ausgewiesenes Baudenkmal.